# Ẩm thực Ả Rập

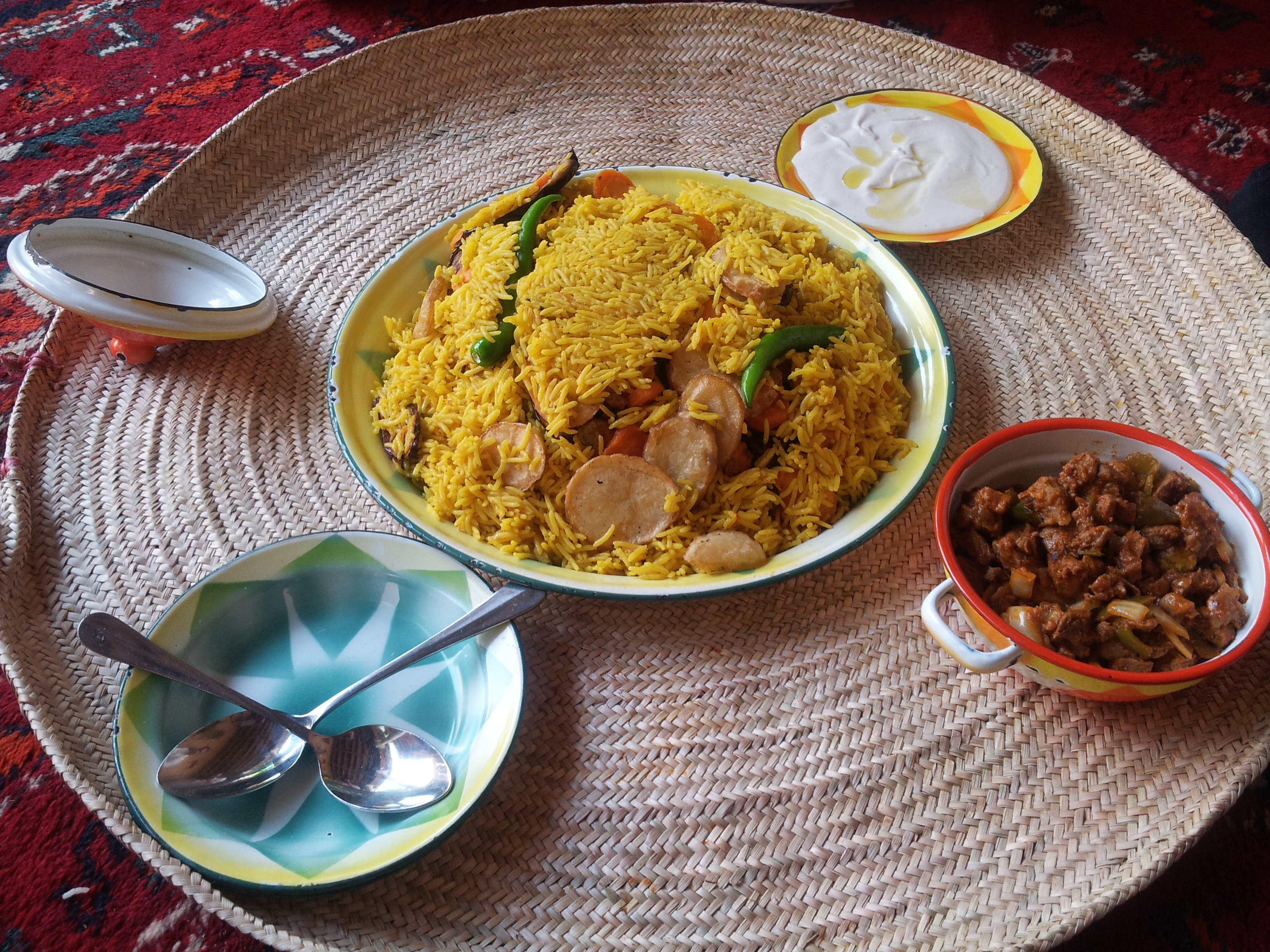
Bữa ăn đặc trưng của người Ả rập với cơm thịt và sữa chua

Ẩm thực Ả Rập (tiếng Ả rập:  المطبخ العربي) là nền ẩm thực của người Ả Rập, được định nghĩa là các món ăn khác nhau của các khu vực trải dài khắp thế giới Ả Rập, từ Maghreb đến vùng Lưỡi liềm Màu mỡ và Bán đảo Ả Rập. Những món ăn này đã có từ hàng thế kỷ và phản ánh văn hóa buôn bán gia vị (Baharat), hương liệu, thảo mộc và thực phẩm. Các khu vực có nhiều điểm tương đồng, nhưng cũng có truyền thống độc đáo. Ẩm thực Ả rập cũng bị ảnh hưởng do khí hậu, canh tác và sự giao thương. Ban đầu, người Ả Rập ở bán đảo Ả Rập chủ yếu dựa vào chế độ ăn kiêng gồm chà là, lúa mì, lúa mạch, gạo và một số loại thịt, ít sự đa dạng, và nhấn mạnh nhiều đến các sản phẩm sữa chua, như Leben (لبن) là loại sữa chua không bơ béo. Bánh mì trắng (Barazidha) được làm bằng bột mì chất lượng cao, tương tự như bánh mì (Raqaq) nhưng dày hơn, bột lên men thường được ủ men với men borax" (Buraq) và nướng trong lò đất Tandoor.
Ẩm thực Ả Rập ngày nay là kết quả của sự kết hợp của các món ăn phong phú đa dạng, bao gồm thế giới Ả rập và kết hợp với Lebanon, Ai Cập và một vài chỗ khác. Ẩm thực Ả rập cũng đã bị ảnh hưởng ở một mức độ từ các món ăn của Ấn Độ, Thổ Nhĩ Kỳ, người Berber, và những nơi khác. Trong một gia đình Ả Rập tầm trung ở vùng Vịnh Ba Tư, một du khách có thể mong đợi một bữa ăn tối gồm một đĩa lớn để ăn chung, với một núi gạo, kết hợp thịt cừu hoặc thịt gà, hoặc cả hai, như các món ăn riêng, với nhiều loại rau hầm, nhiều gia vị, đôi khi với nước xốt cà chua. Rất có thể, sẽ có một vài thứ ở bên cạnh, ít lành mạnh hơn. Trà chắc chắn sẽ đi kèm với bữa ăn, vì nó gần như là được uống thường xuyên. Cà phê cũng có thể sẽ được dọn lên. Văn hoá trà cũng là đặc trưng, trà là một thức uống rất quan trọng ở Ả Rập, nó thường được dọn ra trong bữa ăn sáng, sau bữa ăn trưa, và với bữa ăn tối. Đối với trà Ả Rập là thức uống khách sạn để phục vụ khách. Người Ả rập cũng thường uống trà với chà là. 

## Hình ảnh

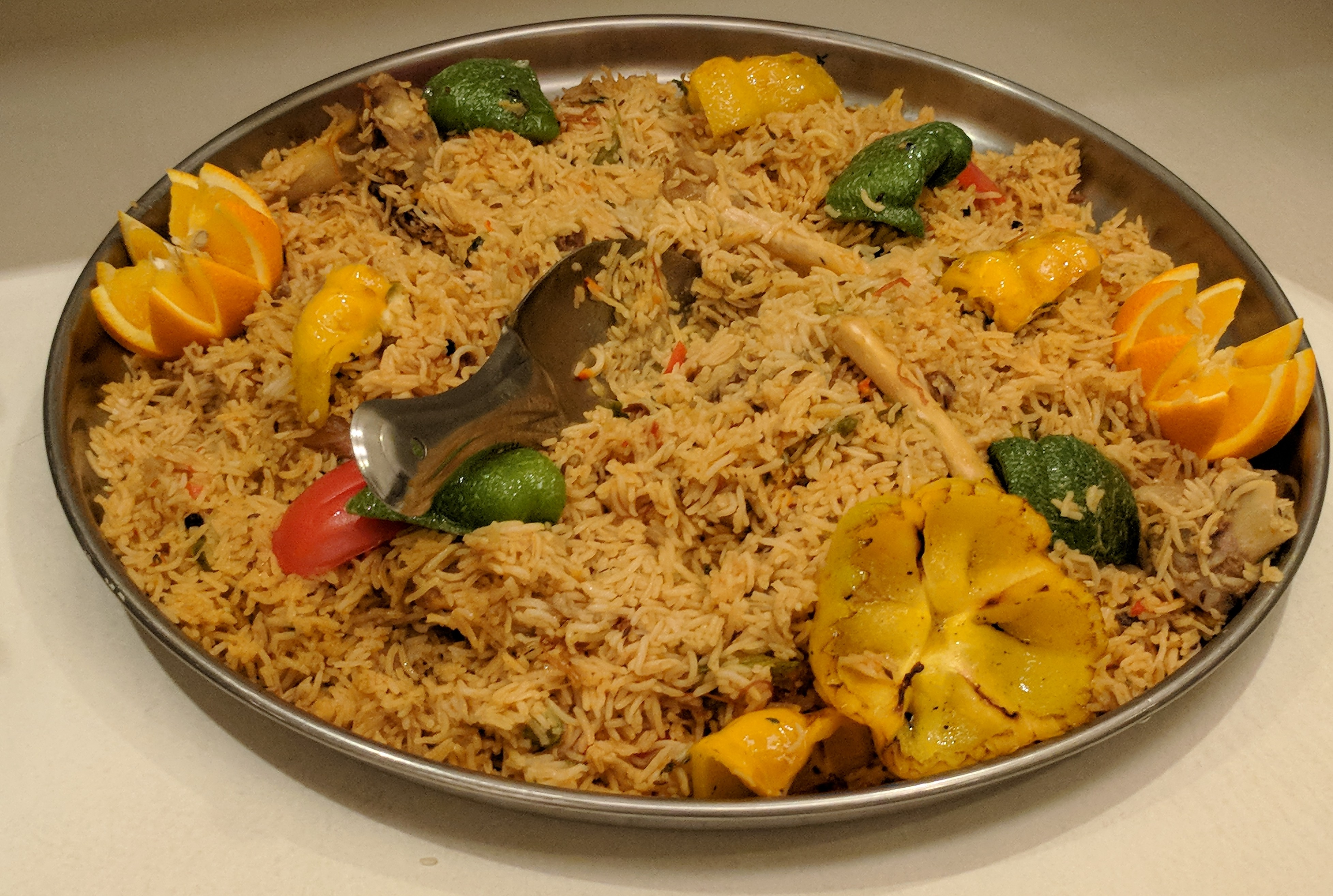
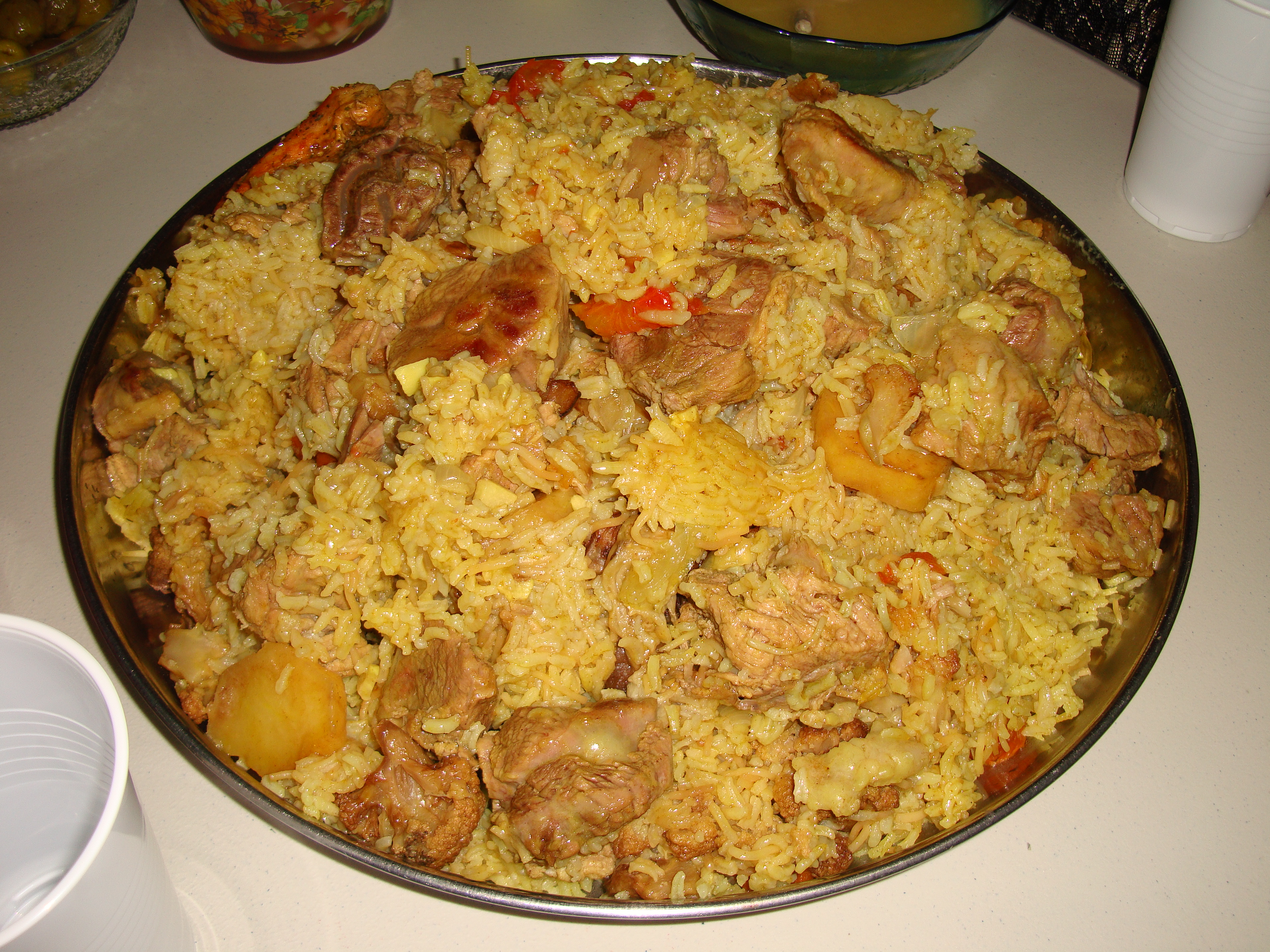
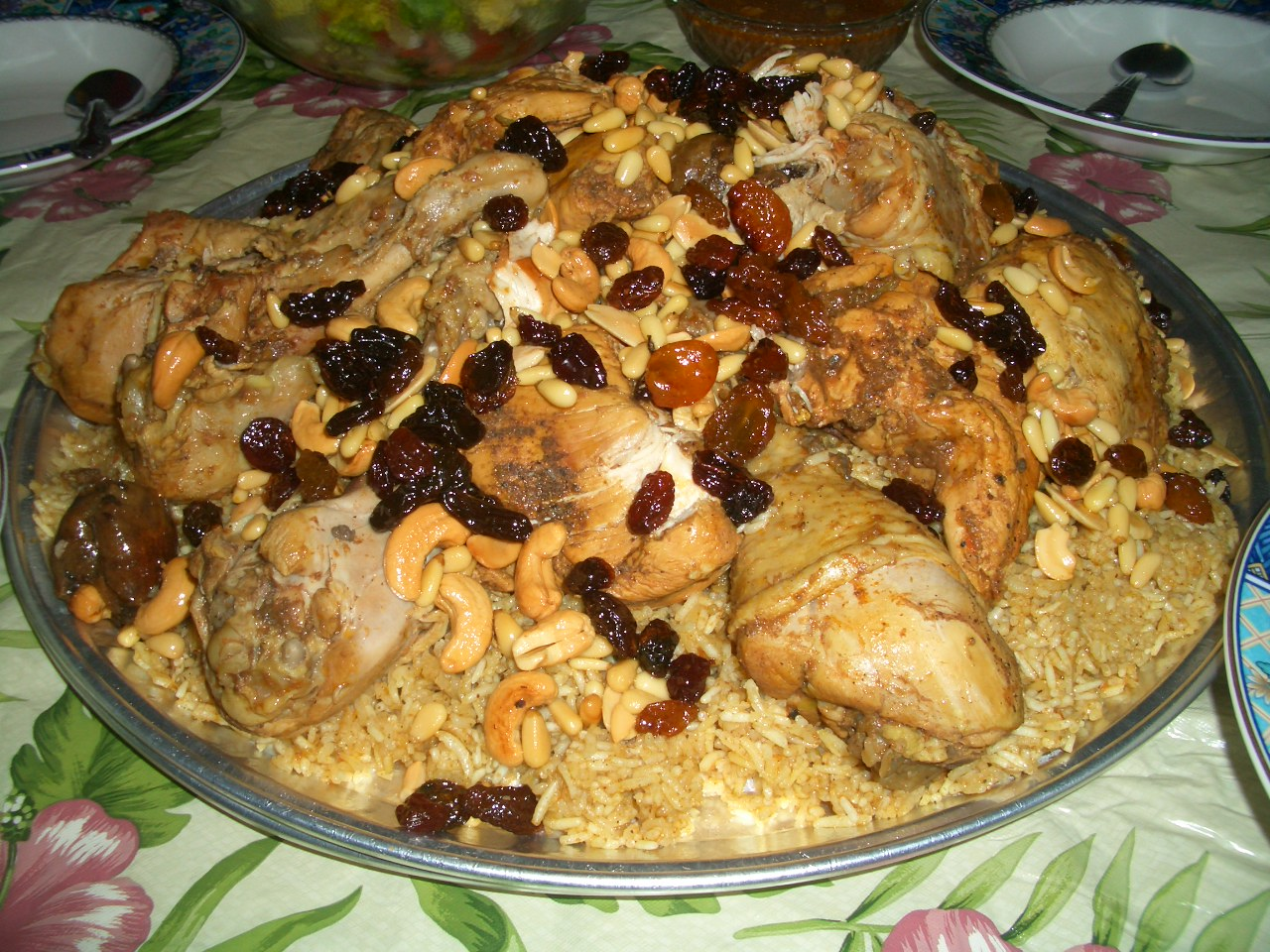
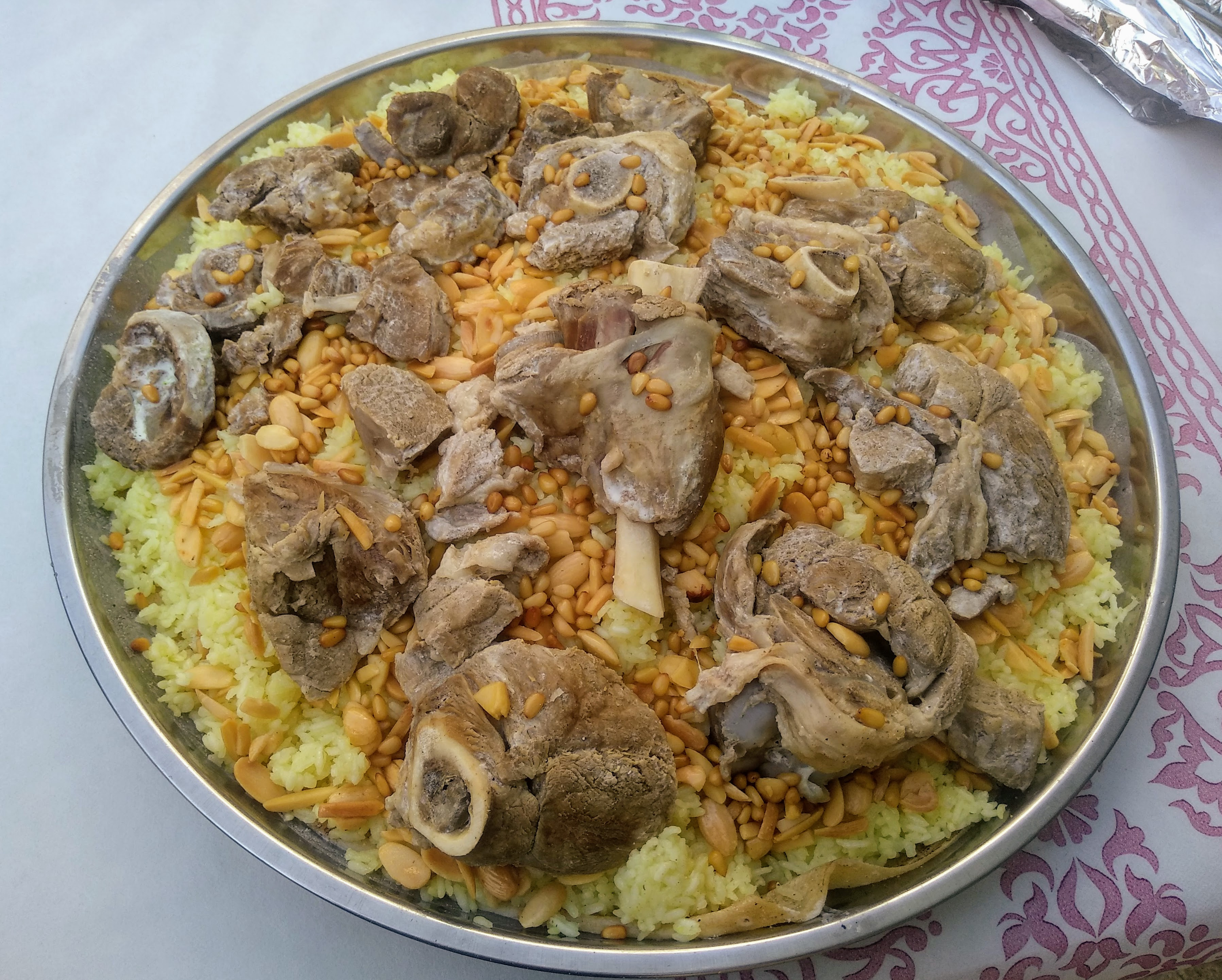
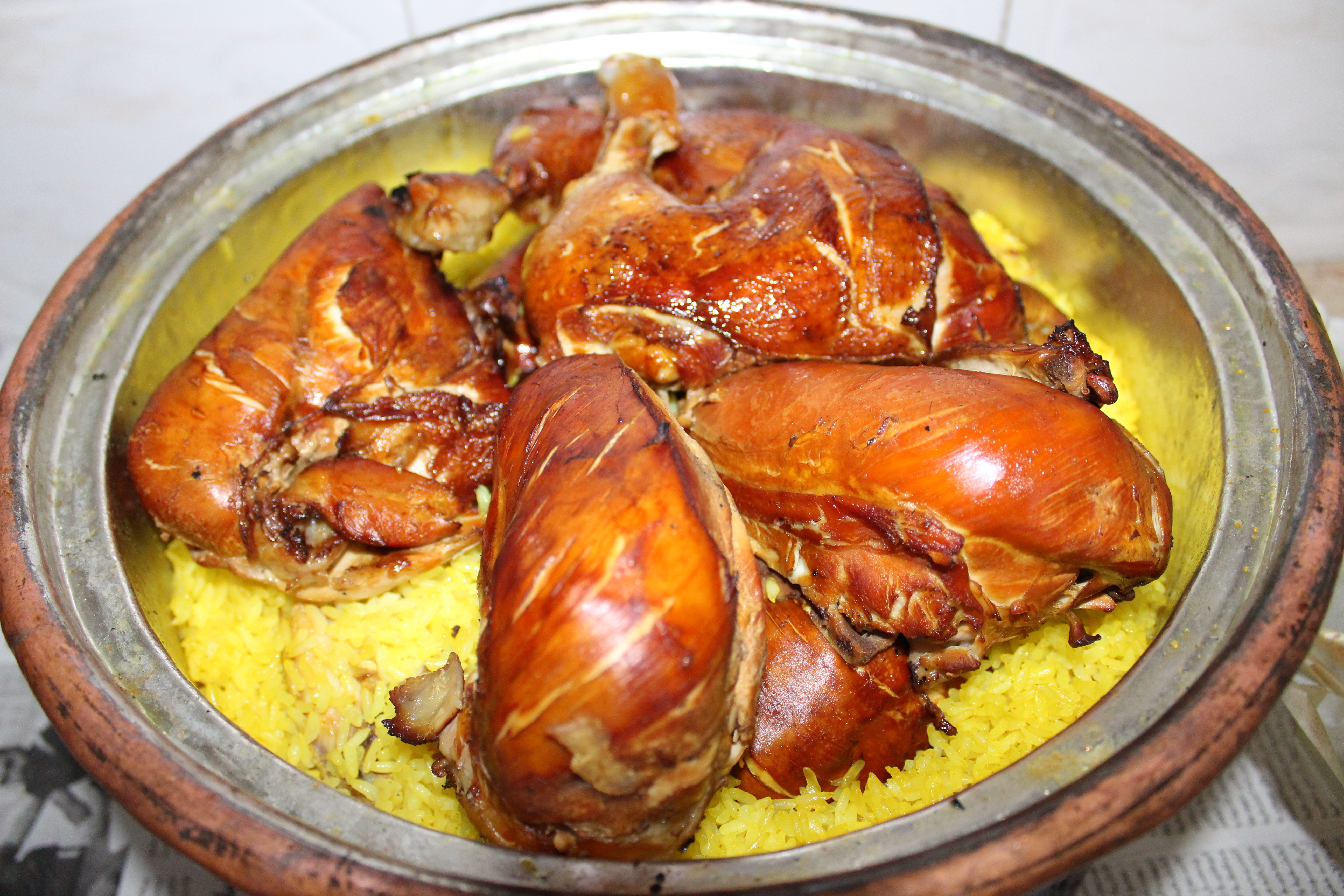
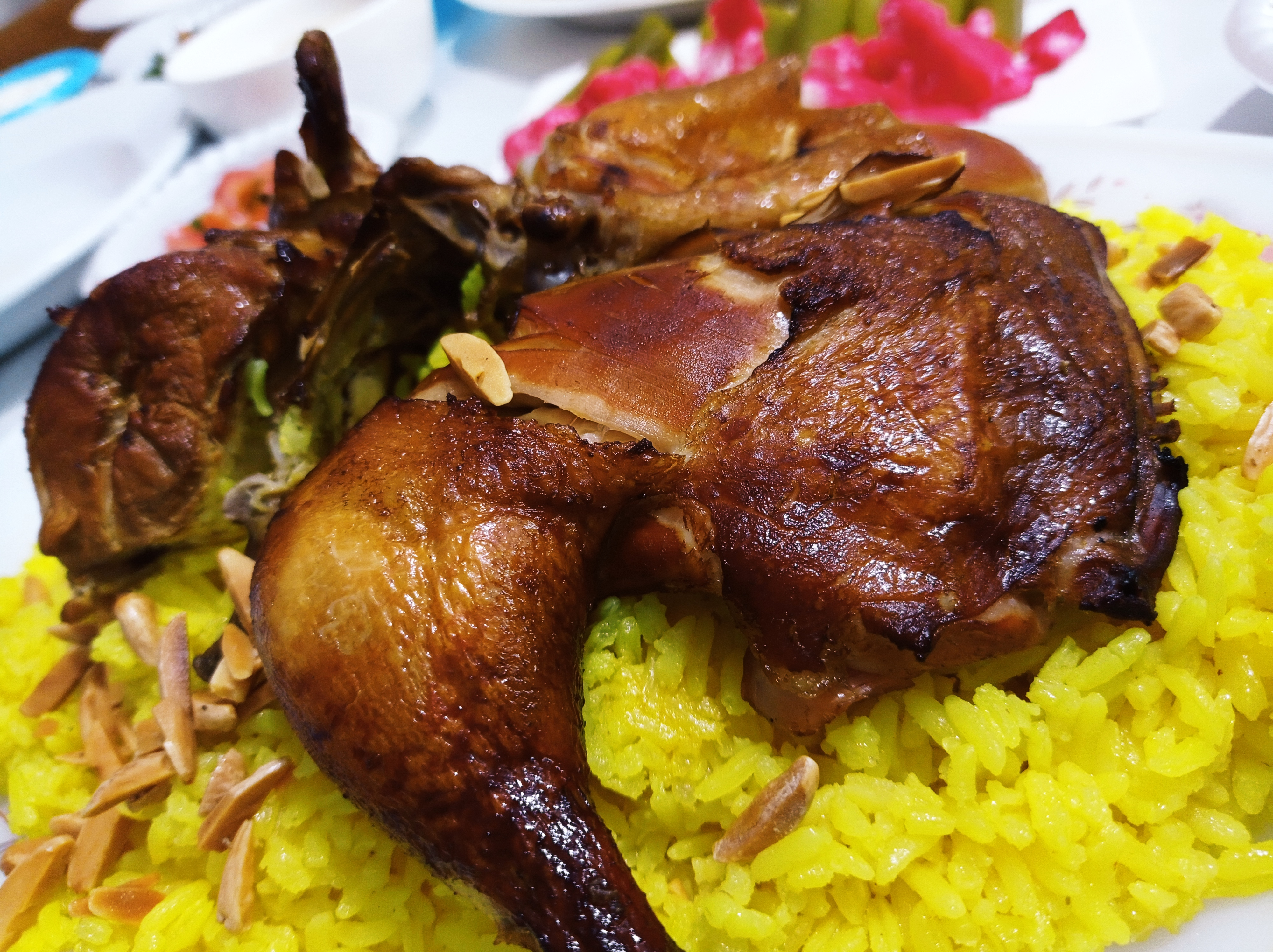
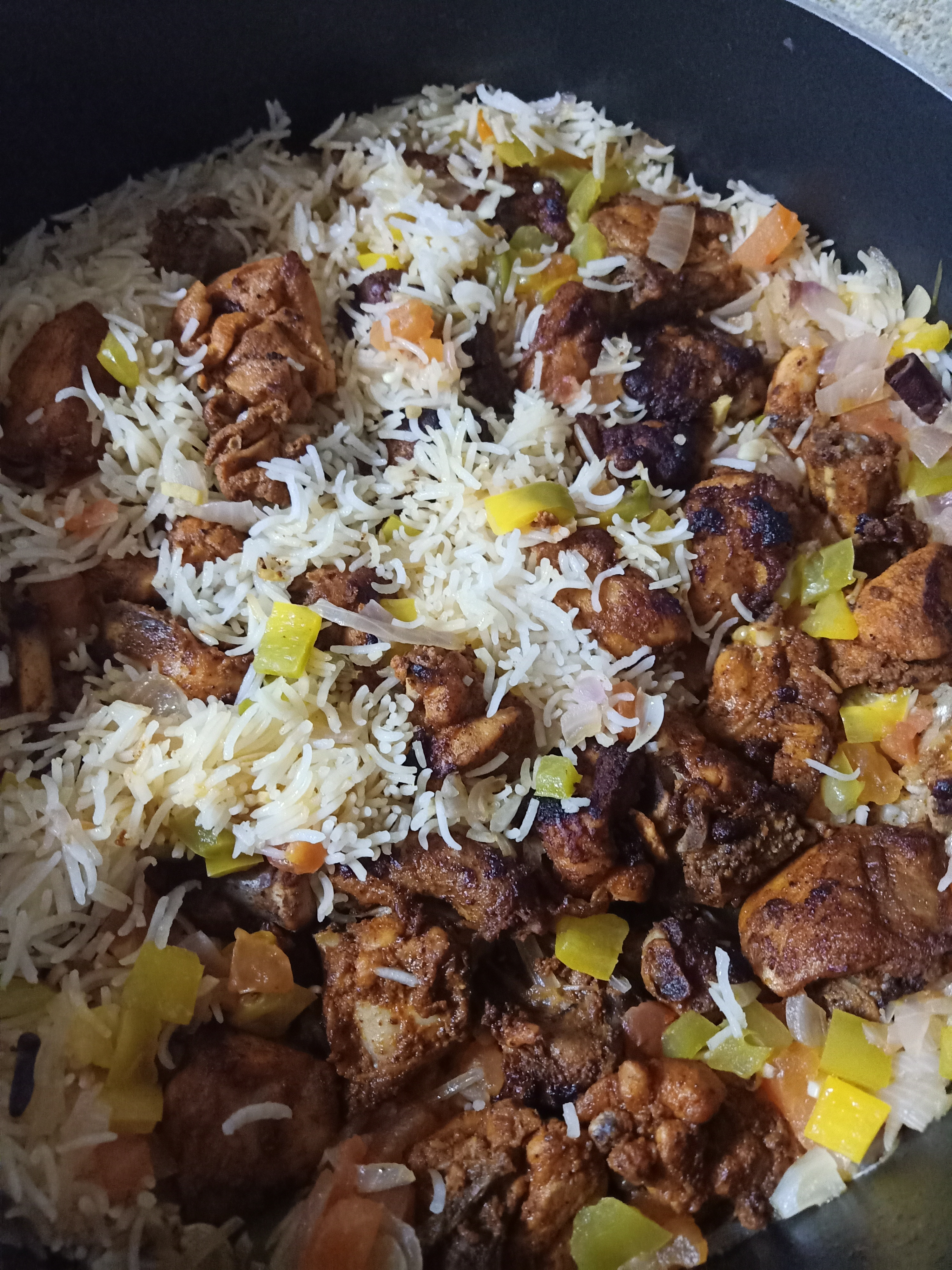
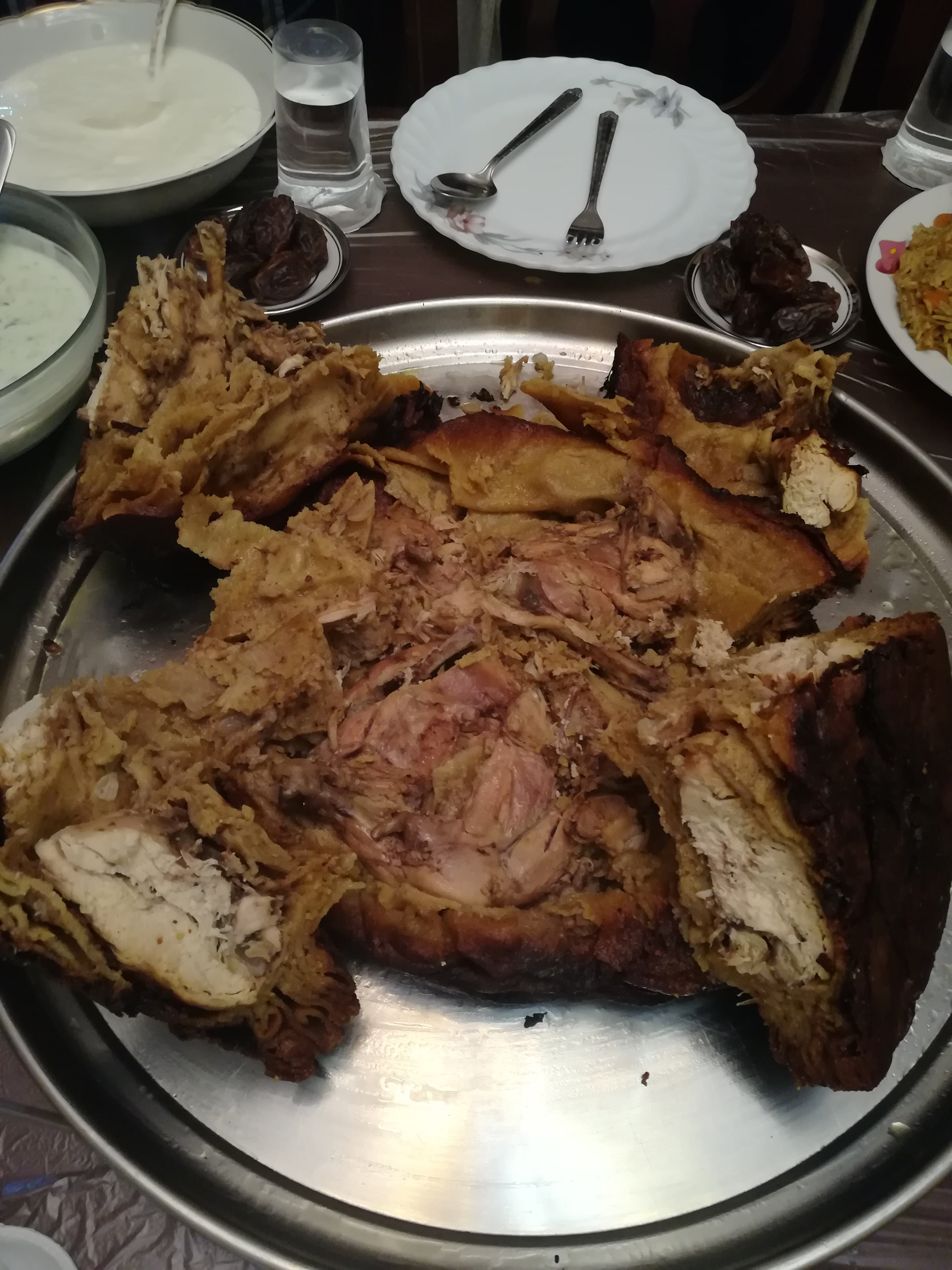